# جنگل‌بان ارغوانی
جنگل‌بان ارغوانی (نام علمی: Zygaena purpuralis) نام یک گونه از تیره جنگل‌بانان است.